# Torneo de Stuttgart 2010
El Torneo de Stuttgart es un evento de tenis que se disputa en Stuttgart, Alemania,  se juega entre el 5 y 11 de julio de 2010.

## Campeones
- Individuales masculinos:  Albert Montañés derrota a   Gaël Monfils, 6–2, 1–2, RET.

- Dobles masculinos:  Carlos Berlocq /  Eduardo Schwank derrotan a  Christopher Kas /  Philipp Petzschner 7–6(5), 7–6(6).